# 大阪医専
大阪医専（おおさかいせん）は、学校法人日本教育財団が運営する大阪市北区にある専修学校。同法人が運営する名古屋医専、首都医校とは総合メディカル学園を形成している。

## 建学の精神
夢を夢で終わらせない

## 沿革
- 2000年4月 - 設置。
- 2005年4月 - 文部科学省から高度専門士称号の付与が認められる。
- 2008年4月 - 姉妹校 名古屋医専 開校。
- 2009年4月 - 姉妹校 首都医校 開校。
- 2014年3月 - 文部科学大臣「職業実践専門課程」の認定を受ける。
- 2021年4月 - 歯科衛生学科新設[2]
- 2025年4月 - 助産師学科新設予定[3]

## 課程及び学科

### 医療専門課程

#### 4年課程
- 高度臨床工学学科
- 高度看護学科
- 高度看護保健学科
- 高度理学療法学科
- 高度作業療法学科

#### 3年課程
- 救急救命学科
- 実践看護学科Ⅰ
- 実践看護学科Ⅱ
- 理学療法学科（夜）
- 視能訓練学科（夜）
- 歯科衛生学科
- 歯科衛生学科（夜）
- 鍼灸学科
- 鍼灸学科（夜）
- 柔道整復学科
- 柔道整復学科（夜）

#### 2年課程
- 言語聴覚学科

#### 1年課程
- 助産師学科（2025年4月新設予定）[3]
- 精神保健福祉士学科

### 健康・スポーツ専門課程

#### 3年課程
- アスレティックトレーナー学科

#### 2年課程
- スポーツトレーナー学科

### 専科
短期集中型講座である。
- メディカルトレーナー科
- スポーツ医学検定科科
- 手話技能検定科 初級コース(5・6級)
- 手話技能検定科 検定コース(3・4級)
- 福祉住環境コーディネーター科
- セラピーメイク科 初級コース
- セラピーメイク科 中級コース
- ストレスマネージメント科
- ペン字講座
- 心理カウンセリング科
- 音楽療法科
- メンタルヘルスマネジメント検定科 土曜2回コース

## 所在地
- 大阪市北区大淀中1-10-3（旧・コンピュータ総合学園HAL大阪校）